# Szovjetszk (Kirovi terület)
Szovjetszk (oroszul: Советск, korábban Kukarka) város Oroszország Kirovi területén, a Szovjetszki járás székhelye.	
Lakossága: 16 598 fő (a 2010. évi népszámláláskor).

## Fekvése
A Kirovi terület déli részén, Kirov területi székhelytől 137 km-re délre, a Pizsma jobb partján, a vjatkai torkolata közelében terül el. A városban ömlik a Pizsmába a Kukarka, a  város mellett pedig legnagyobb mellékfolyója, a Nyemda. Kb. 100 km-re északra van a legközelebbi vasútállomás, Kotyelnyics. 

## Története
Kukarka település a 16. század végén keletkezett a marik földjén. Első írásos említése 1594-ből származik. 1608-ban a vjatkai vidéken parasztfelkelések törtek ki, hullámuk a települést sem kerülte el. A következő évben a felkeléseket leverték, Kukarkát fölégették. 1620-ban azonban már 84 paraszti udvarból állt, temploma, két-két kovácsműhelye és vízimalma működött. A 18–19. században jelentős kereskedelmi és kézműves központ: szekér- és szánkészítők, kosárfonók, fazekasok faluja volt, különösen híresek lettek csipkéi. 
1875-ben távíróállomása, 1910-ben áramfejlesztő állomása létesült. 1918-ban az addigi falut munkástelepülés kategóriába sorolták, nevét Szovjetszkre változtatták és több kis települést csatoltak hozzá. 1937-ben kapott városi rangot. Az 1980-as években kisebb gépek fogadására alkalmas repülőtere még működött és rendszeres légijáratok útvonalába tartozott, a Vjatkán létesített kikötőjét érintették a menetrendszerű hajójáratok. A folyón átívelő vasbeton híd 1990-re készült el.

## Múzeuma
Helytörténeti múzeumát egy lelkes amatőr kezdeményezésre alapították 1910-ben. Kb. 23 ezer darabos gyűjteményeiben 19. századi ikonok, régészeti feltárásokból származó leletek is találhatók. A múzeumot 1985-ben költöztették mai helyére, az egykori Szpaszo-Preobrazsenszkij-templomból fennmaradt földszintes épületbe. A templomot 1752-ben építették, az 1930-as években részben lerombolták. A megmaradt épületrészben a múzeum átköltöztetéséig kultúrház működött. 